# 다프니스 (위성)
다프니스(영어: Daphnis/ˈdæfnɪs/, 그리스어: Δάφνις, 임시 명칭 S/2005 S 1)는 토성의 위성으로, A 고리의 킬러 간극에 위치하는 양치기 위성이다. 다프니스의 지름은 약 8 km이고, 평균 밀도는 0.34 g/cm³로 주요 구성성분은 얼음으로 추정된다.

## 발견 과정

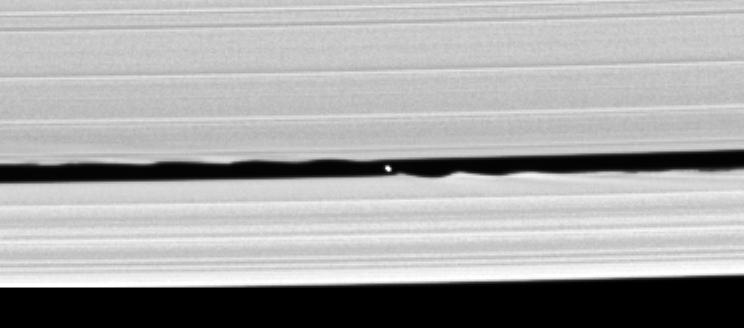
2005년 카시니 탐사선이 다프니스를 처음으로 촬영한 사진으로, 주변 고리가 교란된 모습을 볼 수 있다.

과학자들은 킬러 간극에서 고리가 중력적 영향을 받아 휘어진 흔적을 발견했을 때부터 새로운 위성이 간극 주변에 있으리라고 예상했고, 실제로 2005년 카시니 탐사선이 새로운 위성, 다프니스의 사진을 찍어 보내왔다.
카시니는 사진을 2005년 5월 1일에 시야 0.18초인 협각 카메라를 사용해 16분 동안 노출을 주어 촬영했으며, 5월 6일 카시니 사진과학팀 보관됨 2011-05-20 - 웨이백 머신 이 다프니스가 찍혔음을 알아차렸다. 발견 이후 과거의 사진들을 찾아본 결과, 같은 해 4월 13일 F 고리 근방을 찍은 저해상도 사진 32장 및 고해상도 2장에도 다프니스가 있었고, 5월 2일자 사진에도 찍혀 있었다.

### 명명
"다프니스"라는 이름은 2006년 붙여졌으며, 어원은 그리스 신화에 나오는, 시칠리아의 목동 다프니스이다. 신화에서 다프니스는 헤르메스와 님프 사이에서 태어난 아들로, 태어나자마자 월계수(다프네) 아래에 버려졌고, 판에게서 노래와 피리를 배웠다. 이후 물의 님프 노미아에게 다른 여자를 사랑하지 않을 것을 맹세했으나, 시칠리아 왕녀와 술에 취해 동침함으로서 노미아의 분노를 사 장님이 된다. 남은 일생 동안에는 자신의 처지를 한탄하는 노래를 부르고 다녔으며, 물에 빠져서 죽는다.
토성의 고리 안에 위치한 두 양치기 위성, 다프니스와 판은 모두 어원이 목동이다.

## 궤도 성질
다프니스의 궤도 경사 및 이심률은 0에 매우 가깝지만 정확히 0은 아니며, 이 때문에 다프니스는 궤도를 돌 때마다 앞뒤(이심률)로 9 km씩, 상하(경사)로 17 km씩 움직인다. 킬러 간극의 폭은 42 km이기 때문에, 다프니스는 킬러 간극 내부에만 위치한다. 궤도 경사는 엥케 간극의 양치기 위성인 판보다 약간 크다.
다프니스는 토성의 로슈 한계 내부에 위치하며, 따라서 다프니스가 산산조각난다고 해도 전혀 이상하지 않은 상태이다. 하지만 다프니스가 작기 때문이거나, 또는 내부 구조가 그리 튼튼하지 않기 때문에 부서지지 않고 있다고 추정된다.
다프니스는 달처럼 조석 고정 상태이며, 따라서 자전 주기와 공전 주기가 약 14시간으로 일정하다.

## 고리에 주는 영향

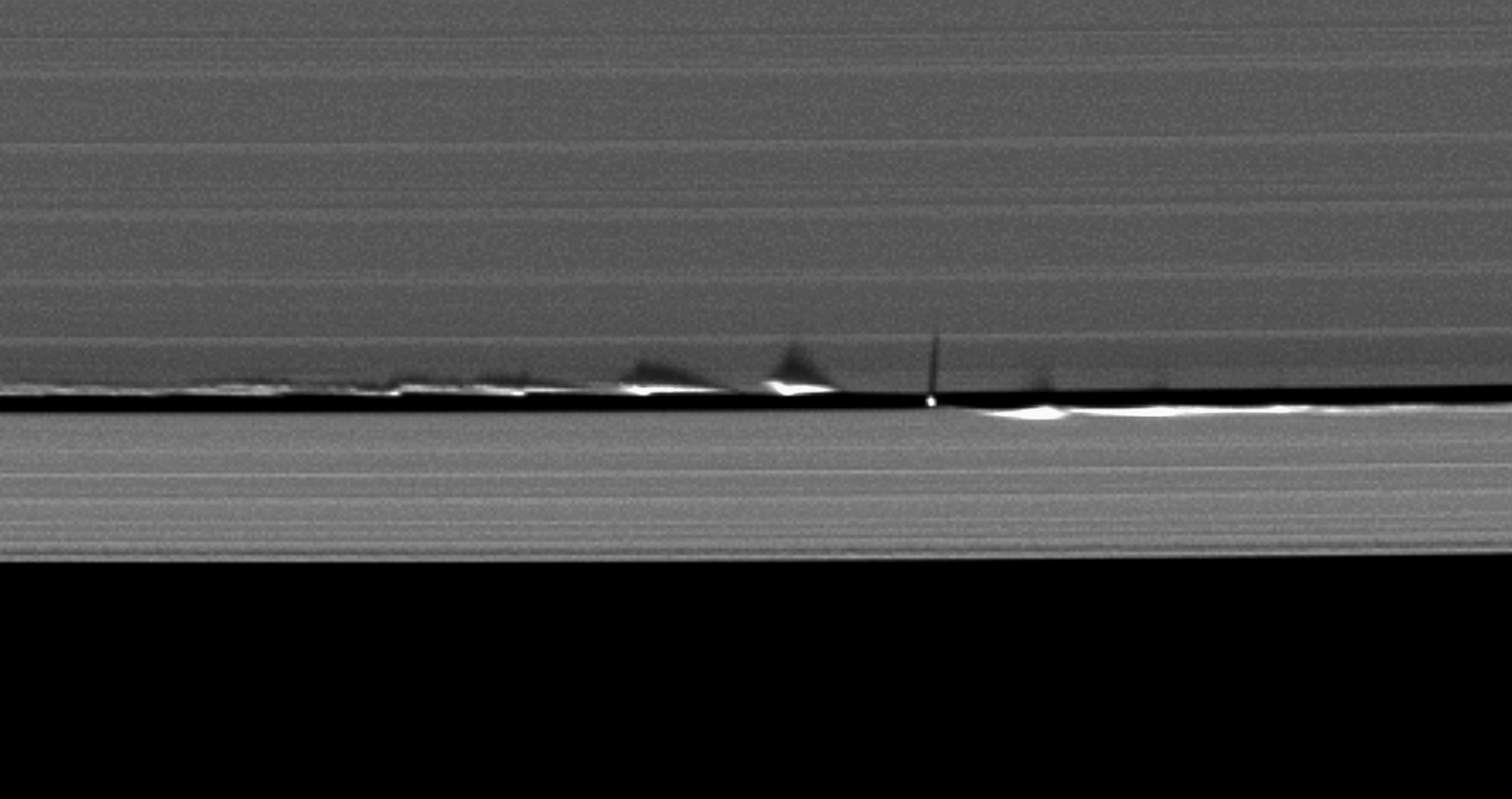
다프니스가 상하로 17 km씩 움직이기 때문에 A 고리에는 수직 방향으로 "물결 무늬"가 생기며, 그림자는 토성이 분점에 도달하면 생겨난다.

다프니스가 공전하면 고리 입자들이 다프니스에 끌려가다가 다시 고리 쪽으로 떨어지게 되며, 이 때문에 다프니스 앞뒤쪽으로 볼록한 "파도"가 생기게 된다. 이 때, 공전 속도가 위치에 따라 다르기 때문에 안쪽 고리는 다프니스보다 속도가 빨라 다프니스 앞쪽에 파도가 위치하며, 바깥쪽 고리는 속도가 느려 다프니스 뒤쪽에 파도가 위치한다.
2017년 1월 18일 촬영된 사진에서는 고리 입자 일부가 덩굴손 모양으로 뻗어나온 모습이 관측되었으며, 이 현상은 제트 추진 연구소에 따르면 "다프니스가 잠깐 먼지를 담아뒀는데, 담아둔 통이 터진" 현상이다.

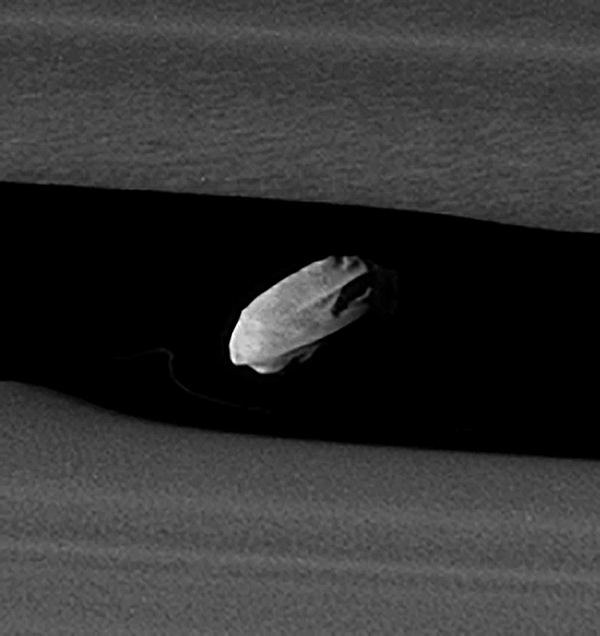
고리 근방의 다프니스를 확대한 모습으로, 다프니스의 앞쪽에서는 내부 고리가, 뒤쪽에서는 외부 고리가 볼록해진 모습을 볼 수 있다. 또한, 다프니스 방향으로 뻗어나온 "덩굴손"도 보인다.

## 물리적 성질
2017년 초, 카시니 탐사선은 다프니스에 상당히 많이 접근했으며, 이를 통해 다프니스가 불규칙 위성이고, 표면은 매끄러운 편이며, 충돌구의 수가 적고, 적도 부근에 입자들이 많이 쌓여 불룩함이 밝혀졌다. 다프니스의 크기는 9 × 9 × 6 km로, 평균 지름은 8 km이며, 위성의 세로축은 토성 방향으로 고정되어 있다. 표면 반사율은 0.5로, 높은 편에 속한다.

### 내부 구조
다프니스의 평균 밀도는 0.34 g/cm³로 토성보다 낮으며, 다프니스의 주요 구성성분이 얼음임을 나타낸다. 다프니스가 로슈 한계 안쪽에 위치한다는 점에서, 두 가지 가능성, 내부 구조가 매우 단단하거나 매우 약할 것이라고 추정되는데, 후자일 가능성이 높다.

## 탐사
다프니스의 겉보기등급은 약 24등급이기 때문에, 지구에서는 토성이 너무 밝아 관측할 수 없다. 카시니-하위헌스를 제외한 다른 토성 탐사선들도 다프니스의 존재 자체를 몰랐기 때문에 다프니스 탐사는 진행되지 못했으나, 카시니 탐사선은 다프니스를 상당히 자세히 탐사하였고, 덕분에 다프니스의 궤도 요소들은 상당히 정확하다. 카시니 탐사선이 다프니스에 가장 가까이 다가갔을 때의 거리는 72,816 km였다.